# Gerhard Jäger (giocatore di football americano)
Gerhard Jäger (26 giugno 1990) è un ex giocatore di football americano e allenatore di football americano tedesco, che ha giocato come defensive back.

## Palmarès
- 1 Europeo (2014)
- 2 CEFL Bowl (Schwäbisch Hall Unicorns, 2021 ,2022[1])
- 5 German Bowl (Schwäbisch Hall Unicorns, 2011, 2012, 2017, 2018, 2022[1])